# Бранка Пуповац
Бранка Пуповац (енгл. Branka Pupovac) је параолимпијски такмичар у тенису у инвалидским колицима из Аустралије.
Бранка Пуповац је рођена 3. марта 1972. године у Вулонгонгу, Нови Јужни Велс. Живи у Сиднеју у Новом Јужном Велсу и похађала је Универзитет у Вулонгонгу где је стекла диплому за трговину. Године 2000. студирала је за саветника.  Пуповац је постала непотпуни параплегичар због несреће која се догодила док је била на мотоциклу своје пријатељице у двадесетој години. Њена пријатељица је прешла преко двоструких линија покушавајући да обиђе аутомобил. Иако је у то време носила кацигу, задобила је озбиљне повреде врата и кичмене мождине.
Пуповац је, поред Карни Лидел, Хамиша Мекдоналда и Чармејн Дали, био један од осамнаест аустралијских параолимпијца које је Ема Хак фотографисала за календар. На фотографији у календару је и њена у топлесу и прекривена смеђом и златном бојом за тело.

## Тенис
Пуповац се први пут такмичила на међународном такмичењу у тенису у инвалидским колицима 1996. године. Године 1996. изабрана је за члана Аустралијског параолимпијског тима за развој тениса у инвалидским колицима. Касније је изабрана да буде чланица аустралијског Светског тимског купа. На Отвореном првенству САД у тенису у инвалидским колицима 1997. Бранку је у првом колу победила Шантал Вандирендонк у  да сета резултатом 6–2 и 6–1. Године 1998. била је 14. рангирана у свету за женски тенис у синглу и у дублу.
Док се припремала за Летње параолимпијске игре 2000. године, тренирала је до шест дана у недељи. Године 1998. пласирала се у четвртфинале Аустралијан опена. Исте године, на УС Опену, освојила је утешни жреб. Године 1998. такође је ушла у финале утешног жреба Британског опена. У августу 1999. године имала је највиши ранг међу сингловима када је била девета на свету. Године 2000. њено учешће у спорту је спонзорисала Управа за моторне несреће у Новом Јужном Велсу. Године 2000. завршила је друга на Аустралијан опену и Отвореном првенству Француске у жребу консолидације. Била је параолимпијаца Управе за аутомобилске несреће 1998. и 2000. године. Освојила је сребрну медаљу на Играма у Сиднеју 2000. у такмичењу женских парова, са Данијелом Ди Торо као партнером.  Октобра 2000. имала је свој највиши међународни ранг у дубловима када је била на 12. месту. Учествовала је на свом последњем међународном такмичењу 2004. године, на Светском тимском купу на Новом Зеланду.